# Lake Hopatcong
Lake Hopatcong es un lugar designado por el censo ubicado en el condado de Morris en el estado estadounidense de Nueva Jersey. En el Censo de 2020 tenía una población de 10232 habitantes y una densidad poblacional de 419,52 habitantes por km². Fue incluido como CDP en el censo de 2020.

## Geografía
Lake Hopatcong se encuentra ubicado en las coordenadas 40°57′39″N 74°36′46″O / 40.96083, -74.61278. Según la Oficina del Censo de los Estados Unidos,  tiene una superficie total de 24,39 km², de la cual 19,09 km² corresponden a tierra firme y 5,30 km² a agua.